# Caledonian American Football League 1988
La Caledonian American Football League 1988 è stata la 2ª edizione dell'omonimo torneo di football americano.

## Squadre partecipanti
| Club                  | Città      | Stadio | Sponsor ufficiale | Risultato nella stagione 1987 |
| --------------------- | ---------- | ------ | ----------------- | ----------------------------- |
| Capital Clansmen      | Edimburgo  |        |                   |                               |
| Forth Valley Generals | Falkirk    |        |                   |                               |
| Inverclyde Comets     | Inverclyde |        |                   |                               |
| Glasgow Diamonds      | Glasgow    |        |                   |                               |
| Ness Monsters         | Inverness  |        |                   |                               |
| Strathclyde Sheriffs  | Glasgow    |        |                   |                               |
| Strathmore Scorpions  | Arbroath   |        |                   |                               |

## Stagione regolare

### Calendario

#### 1ª giornata
| 1º maggio 1988 | Capital Clansmen | 42 – 0 | Inverclyde Comets |  |

| 1º maggio 1988 | Strathclyde Sheriffs | 29 – 8 | Ness Monsters |  |

#### 2ª giornata
| 8 maggio 1988 | Forth Valley Generals | 0 – 26 | Strathclyde Sheriffs |  |

| 8 maggio 1988 | Glasgow Diamonds | 13 – 12 | Ness Monsters |  |

| 8 maggio 1988 | Inverclyde Comets | 0 – 46 | Strathmore Scorpions |  |

#### 3ª giornata
| 15 maggio 1988 | Capital Clansmen | 0 – 28 | Glasgow Diamonds |  |

| 15 maggio 1988 | Inverclyde Comets | 6 – 112 | Ness Monsters |  |

| 15 maggio 1988 | Strathclyde Sheriffs | 69 – 0 | Strathmore Scorpions |  |

#### 4ª giornata
| 29 maggio 1988 | Capital Clansmen | 68 – 0 | Inverclyde Comets |  |

| 29 maggio 1988 | Forth Valley Generals | 28 – 14 | Ness Monsters |  |

| 29 maggio 1988 | Glasgow Diamonds | 14 – 8 | Strathmore Scorpions |  |

#### 5ª giornata
| 5 giugno 1988 | Capital Clansmen | 0 – 0 | Strathmore Scorpions |  |

| 5 giugno 1988 | Forth Valley Generals | 92 – 19 | Inverclyde Comets |  |

| 5 giugno 1988 | Glasgow Diamonds | 3 – 24 | Strathclyde Sheriffs |  |

#### 6ª giornata
| 12 giugno 1988 | Glasgow Diamonds | 29 – 12 | Forth Valley Generals |  |

| 12 giugno 1988 | Ness Monsters | 24 – 6 | Capital Clansmen |  |

| 12 giugno 1988 | Strathclyde Sheriffs | 0 – 27 | Strathmore Scorpions |  |

#### 7ª giornata
| 19 giugno 1988 | Forth Valley Generals | 18 – 6 | Strathmore Scorpions |  |

| 19 giugno 1988 | Inverclyde Comets | 0 – 100 | Glasgow Diamonds |  |

#### 8ª giornata
| 26 giugno 1988 | Strathmore Scorpions | 0 – 24 | Forth Valley Generals |  |

| 26 giugno 1988 | Glasgow Diamonds | 6 – 28 | Ness Monsters |  |

| 26 giugno 1988 | Inverclyde Comets | 0 – 1 (a tavolino) | Strathmore Scorpions |  |

#### 9ª giornata
| 3 luglio 1988 | Ness Monsters | 6 – 22 | Strathclyde Sheriffs |  |

#### 10ª giornata
| 10 luglio 1988 | Capital Clansmen | 0 – 18 | Ness Monsters |  |

| 10 luglio 1988 | Forth Valley Generals | 1 – 0 (a tavolino) | Inverclyde Comets |  |

| 10 luglio 1988 | Glasgow Diamonds | 14 – 20 | Strathmore Scorpions |  |

#### 11ª giornata
| 17 luglio 1988 | Forth Valley Generals | 0 – 13 | Capital Clansmen |  |

#### 12ª giornata
| 24 luglio 1988 | Strathmore Scorpions | 6 – 24 | Ness Monsters |  |

### Classifica
La classifica della regular season è la seguente:
- PCT = percentuale di vittorie, G = partite giocate, V = partite vinte,  P = partite perse, PF = punti fatti, PS = punti subiti

| Pos. | Squadra               | PCT   | G  | V  | N | P  | PF  | PS  |
| ---- | --------------------- | ----- | -- | -- | - | -- | --- | --- |
| 1    | Strathclyde Sheriffs  | 1.000 | 10 | 10 | 0 | 0  | 284 | 17  |
| 2    | Ness Monsters         | .600  | 10 | 6  | 0 | 4  | 260 | 116 |
| 3    | Glasgow Diamonds      | .600  | 10 | 6  | 0 | 4  | 208 | 162 |
| 4    | Forth Valley Generals | .600  | 10 | 6  | 0 | 4  | 166 | 137 |
| 5    | Strathmore Scorpions  | .450  | 10 | 4  | 1 | 5  | 91  | 139 |
| 6    | Capital Clansmen      | .450  | 10 | 4  | 1 | 5  | 136 | 141 |
| 7    | Inverclyde Comets     | .000  | 10 | 0  | 0 | 10 | 26  | 466 |

## Caledonian Bowl
| Stirling 7 agosto 1988 | Strathclyde Sheriffs | 46 – 12 | Ness Monsters | Annfield Stadium |

## Verdetti
- Strathclyde Sheriffs vincitori della Caledonian American Football League 1988